# Янг, Роберт Милтон
Ро́берт Ми́лтон Янг (англ. Robert Milton Young, известный как Роберт М. Янг (англ. Robert M. Young), род. 22 ноября 1924 года, Нью-Йорк) — 6 февраля 2024 – американский кинорежиссёр, оператор, сценарист и продюсер.

## Ранние годы
Роберт М. Янг родился в Нью-Йорке в 1924 году. Его отец работал кинооператором, позже стал владельцем кинолаборатории. Чтобы выучиться на инженера-химика, Роберт поступил в колледж Массачусетского технологического института, но спустя два года, во время Второй мировой войны он прервал учёбу из-за прохождения службы в Военно-морском флоте. Служил на Тихом океане — в Новой Гвинее и на Филиппинах. Вернувшись в Америку после войны, он продолжил образование в Гарвардском университете, где изучал английскую литературу и который окончил в 1949 году со степенью бакалавра наук. Янг также проявлял интерес и к кинопроизводству.

## Карьера
По окончании учёбы Роберт вместе с двумя друзьями создал совместное партнёрство для съёмок образовательных фильмов. В 1960 году он работал на NBC, делая передачи на общественно значимые темы для телепрограммы NBC White Paper. В том же году по заданию NBC он отправился на юг Америки, чтобы снять фильм «Сидячая забастовка» (Sit-In) — о протестах за гражданские права и сидячих забастовках. Фильм был удостоен премии Пибоди.
Позже Янг покинул NBC, чтобы заняться художественным кино. Его дебютная лента — кинодрама «Педофил» (Short Eyes) — вышла в 1977-м.
В своих фильмах Янг часто снимал Эдварда Джеймса Олмоса — в таких лентах, как «Вне закона» (1977), «Баллада о Грегорио Кортесе» (1982), «Спасительная милость» (1986), «Триумф духа» (1989), «Игрок от Бога» (1991), «Петухи» (1993), «Раб снов» (1995) и «Ложь» (1996). Он спродюсировал режиссёрский дебют Олмоса — киноленту «Американизируй меня» (1992). В 1985 году Роберт Янг был членом жюри 14-го Московского международного кинофестиваля.

## Фильмография

### Художественные фильмы
| Название                                                     | Год  | Режиссёр | Продюсер | Автор сценария | Оператор | Примечания         |
| ------------------------------------------------------------ | ---- | -------- | -------- | -------------- | -------- | ------------------ |
| Nothing But a Man («Ничего кроме человека»)                  | 1964 | Нет      | Да       | Да             | Нет      |                    |
| Namu, the Killer Whale («Наму, кит-убийца»)                  | 1966 | Нет      | Нет      | Нет            | Да       |                    |
| Short Eyes («Педофил»)                                       | 1977 | Да       | Да       | Нет            | Нет      | режиссёрский дебют |
| Alambrista! («Вне закона»)                                   | 1977 | Да       | Нет      | Да             | Нет      |                    |
| Rich Kids («Богатые дети»)                                   | 1979 | Да       | Нет      | Нет            | Нет      |                    |
| One Trick Pony                                               | 1980 | Да       | Нет      | Нет            | Нет      |                    |
| The Ballad of Gregorio Cortez («Баллада о Грегорио Кортесе») | 1982 | Да       | Нет      | Да             | Нет      |                    |
| Saving Grace («Спасительная милость»)                        | 1986 | Да       | Нет      | Нет            | Нет      |                    |
| Extremities («Крайности»)                                    | 1986 | Да       | Нет      | Нет            | Нет      |                    |
| Dominick and Eugene («Доминик и Юджин»)                      | 1988 | Да       | Нет      | Нет            | Нет      |                    |
| The Plot Against Harry («Заговор против Гарри»)              | 1989 | Нет      | Да       | Нет            | Нет      | снят в 1969 г.     |
| Triumph of the Spirit («Триумф духа»)                        | 1989 | Да       | Нет      | Нет            | Нет      |                    |
| Talent for the Game («Игрок от Бога»)                        | 1991 | Да       | Нет      | Нет            | Нет      |                    |
| American Me («Американизируй меня»)                          | 1992 | Нет      | Да       | Нет            | Да       |                    |
| Caught («Ложь»)                                              | 1996 | Да       | Нет      | Нет            | Нет      |                    |
| China: The Panda Adventure («Китай: Приключение панды»)      | 2001 | Да       | Нет      | Нет            | Нет      | фильм IMAX         |
| Human Error                                                  | 2004 | Да       | Нет      | Нет            | Нет      |                    |
| Berkeley                                                     | 2005 | Нет      | Нет      | Нет            | Да       |                    |

### Документальные фильмы и др.
| Название                                                                                                  | Год  | Кинематографист | Режиссёр      | Автор сценария | Звук | Редактор | Примечания                         |
| --- | ---- | --------------- | ------------- | -------------- | ---- | -------- | ---------------------------------- |
| Secrets of the Reef                                                                                       | 1956 | Да              | Да            | Да             |      |          |                                    |
| Cortile Cascino                                                                                           | 1962 | Да              | соавтор       | соавтор        |      |          |                                    |
| Stalking Seal on the Spring Ice                                                                           | 1967 | Да              |               |                |      |          | короткий сериал в двух фильмах     |
| Jigging for Lake Trout                                                                                    | 1967 | Да              |               |                |      |          |                                    |
| Group Hunting on the Spring Ice                                                                           | 1967 | Да              |               |                |      |          | короткий сериал в трёх фильмах     |
| Fishing at the Stone Weir                                                                                 | 1967 | Да              |               |                |      |          | короткий сериал в двух фильмах     |
| Building a Kayak                                                                                          | 1967 | Да              |               |                |      |          | короткий сериал в двух фильмах     |
| At the Winter Sea Ice Camp                                                                                | 1967 | Да              | Да, 4-й части |                |      |          | короткий сериал в 4 фильмах        |
| At the Spring Sea Ice Camp                                                                                | 1967 | Да              |               |                |      |          | короткий сериал в трёх фильмах     |
| At the Caribou Crossing Place                                                                             | 1967 | Да              |               |                |      |          | короткий сериал в двух фильмах     |
| At the Autumn River Camp                                                                                  | 1967 | Да              |               |                |      |          | короткий сериал (только 2-я часть) |
| The Eskimo: Fight for Life                                                                                | 1970 | Да              | Да            | Да             |      |          |                                    |
| Children of the Fields                                                                                    | 1973 |                 | Да            |                |      |          | короткометражный фильм             |
| To Fly | 1976 |                 |               | Да             |      |          | короткометражный фильм IMAX        |
| Deal | 1977 | Да              |               |                |      |          |                                    |
| Out on a Limb: An Introduction to Jack Hodgins                                                            | 1981 |                 |               |                | Да   |          | короткометражный фильм             |
| Imperfect Union: Canadian Labour and the Left, Part 2: Born of Hard Times                                 | 1989 |                 |               |                | Да   |          |                                    |
| Children of Fate: Life and Death in a Sicilian Family («Дети судьбы: Жизнь и смерть в сицилийской семье») | 1993 | Да              | Да            |                |      | Да       |                                    |
| The Last Winter                                                                                           | 2002 |                 |               |                |      | Да       | короткометражный фильм             |
| William Kurelek's The Maze                                                                                | 2011 | Да              | Да            |                |      |          | сопродюсер с Дэвидом Грубином      |

### Телевидение
| Название                                              | Год       | Режиссёр | Второй режиссёр | Продюсер   | Автор сценария | Примечания                          |
| ----------------------------------------------------- | --------- | -------- | --------------- | ---------- | -------------- | ----------------------------------- |
| High Adventure with Lowell Thomas                     | 1957      | Нет      | Да              | Нет        | Нет            |                                     |
| World Wide '60                                        | 1960      | Да       | Нет             | Нет        | Нет            | телесериал (серия "The Living End") |
| J.T.                                                  | 1969      | Да       | Нет             | Нет        | Нет            | телевизионный фильм                 |
| National Geographic Specials                          | 1972—1976 | Да       | Нет             | Нет        | Нет            | документальный телесериал (4 серии) |
| Amanda Fallon                                         | 1973      | Нет      | Нет             | Нет        | соавтор        | пилотный эпизод                     |
| Special Treat («Особые отношения»)                    | 1978      | Да       | Нет             | Нет        | Нет            | телесериал (серия "Snowbound")      |
| We Are the Children                                   | 1987      | Да       | Нет             | Нет        | Нет            | телевизионный фильм                 |
| Solomon & Sheba («Соломон и царица Савская»)          | 1995      | Да       | Нет             | Нет        | Нет            | телевизионный фильм                 |
| Slave of Dreams («Раб снов»)                          | 1995      | Да       | Нет             | Нет        | Нет            | телевизионный фильм                 |
| Caught («Ложь»)                                       | 1996      | Да       | Нет             | Нет        | Нет            | телевизионный фильм                 |
| Nothing Sacred                                        | 1997—1998 | Да       | Нет             | Нет        | Нет            | телесериал (2 серии)                |
| Battlestar Galactiса («Звёздный крейсер „Галактика“») | 2004—2009 | Да       | Нет             | Нет        | Нет            | телесериал (5 серий)                |
| Walkout («Забастовка»)                                | 2006      | Нет      | Да              | сопродюсер | Нет            | телевизионный фильм                 |